# 3-variedad
En topología de dimensiones bajas las 3-variedades son un campo que estudia variedades topológicas de tres dimensiones. Es decir espacios de Hausdorff que son localmente homeomorfos al espacio euclídeo {\displaystyle \mathbb {R} ^{3}}.
Se sabe que en las categorías topológica, diferenciable y P.L. son todas equivalentes para el caso de 3-variedades, así que poca distinción se presta a qué categoría se está usando.
Esta parte de la matemática tiene una estrecha conexión con otros campos de estudio tales como las superficies, las 4-variedades, la teoría de nudos, las teorías de campo cuántico, las teorías de calibración y las ecuaciones en derivadas parciales. Se dice también que la teoría de 3-variedades es parte de la topología geométrica.
Una idea clave para estudiar estos objetos es considerar superficies 
encajadas en ellos. Esto conduce a la idea de superficie incompresible (incompressible surface) y la teoría de variedades de Haken, o uno puede elegirlas de tal modo que las piezas complementarias sean menos complejas, lo cual conduce a la noción de jerarquías o a la descomposición mediante cubos con asas o también llamadas descomposiciones de Heegaard. 

## Ejemplos sin frontera
Como primeras muestras de la gran variedad de objetos, pensemos en espacios compactos y sin frontera:
Un primer ejemplo, la 3-esfera {\displaystyle S^{3}\,}. Otro más es el espacio proyectivo {\displaystyle \mathbb {R} P^{3}}.
Es posible obtener espacios de tres dimensiones con el producto cartesiano:
{\displaystyle S^{2}\times S^{1}}
{\displaystyle \mathbb {R} P^{2}\times S^{1}}
{\displaystyle T\times S^{1}}
{\displaystyle K\times S^{1}}
O bien fibrados de la forma 
{\displaystyle S^{1}\subset E\to \Sigma }, 
donde {\displaystyle \Sigma } es un orbifold: estos son los fibrados de Scott-Seifert. Indispensables para entender las modernas clasificaciones de las 3-variedades.
También tenemos los fibrados de las forma 
{\displaystyle F\subset E\to S^{1}}, 
siendo {\displaystyle F} una superficie cerrada. Estos son fuente de ejemplos muy importantes.

## Ejemplos con frontera
Hay 3-variedades con frontera, como la 3-bola unitaria {\displaystyle D^{3}\,} o el toro sólido {\displaystyle D^{2}\times S^{1}}, cuyas fronteras son las 2-esfera
y el toro, respectivamente. La botella de Klein sólida es otro ejemplo 
de tres variedad con frontera que es una superficie una botella de Klein. 
También están todos los fibrados de la forma
{\displaystyle I\subset E\to F} (fibrado I)
donde {\displaystyle I} es un intervalo y {\displaystyle F} una superficie. Ejemplo es el fibrado (orientable) por intervalo sobre la botella de Klein, {\displaystyle K{\stackrel {\sim }{\times }}I^{O}},
que es el fibrado {\displaystyle I} que construye pegando dos toros sólidos identificando dos aros en la frontera, uno en cada uno de ellos. Cada uno de estos aros es la vecindad regular de una curva {\displaystyle (2,1)\,} dos-longitudes y un meridiano, i.e. un nudo tórico. Sabemos que su frontera, {\displaystyle \partial (K{\stackrel {\sim }{\times }}I^{O})}, es un toro {\displaystyle S^{1}\times S^{1}}. Además {\displaystyle K{\stackrel {\sim }{\times }}I^{O}} corresponde a {\displaystyle M{\ddot {o}}{\stackrel {\sim }{\times }}S^{1}}.
Otro ejemplo es el producto cartesiano {\displaystyle M{\ddot {o}}\times S^{1}} de la banda de Möbius con el círculo y el cual es {\displaystyle T{\stackrel {\sim }{\times }}I} y es diferente a {\displaystyle K{\stackrel {\sim }{\times }}I^{O}}. 
También la frontera {\displaystyle \partial (M{\ddot {o}}\times S^{1})} es {\displaystyle (\partial M{\ddot {o}})\times S^{1}}, lo cual, también es un toro {\displaystyle S^{1}\times S^{1}}.

## Algunas clases de 3-variedades
- Complementos de nudos y enlaces (knots and links)
- Fibrado de Seifert clásico fibrado de Seifert. Fibrado de Scott
- Espacios lentes (lens spaces)
- Fibrados por superficie (Surface Bundles) sobre el círculo
- Variedades de Haken
- Graph manifolds
- Esferas homológicas.

## Resultados Fundamentales
- Teorema de Descomposición Prima
- Teorema de Moise
- Descomposición de JSJ
- Teoremas del Lazo y la Esfera (que generalizan el Lema de Dehn).
- Teorema de Geometrización para variedades de Haken
- Teorema de Lickorish-Wallace

## Problemas famosos
- Conjetura de Poincaré
- Geometrización de Thurston
- Conjetura de la fibración virtual.
- Conjetura de ser virtualmente Haken.